# Đội tuyển bóng đá quốc gia Chechnya
Đội tuyển bóng đá quốc gia Chechnya (Tiếng Chechnya: Нохчийн Республикин Футболан Федераци, Tiếng Nga: сборная Чечни по футболу) là đội tuyển bóng đá đại diện cho Chechnya. Họ là thành viên của NF-Board từ năm 2003 đến 2013, chưa từng tham dự VIVA World Cup. Họ cũng là một thành viên của UNPO, và về nhì tại Cúp UNPO 2005.
Cộng hòa Chechnya không phải là thành viên của FIFA hay UEFA. Do đó, không thể tham gia vào các giải đấu quốc tế. Được thành lập vào năm 2005, Liên đoàn bóng đá Chechnya có trụ sở chính tại Pháp.

## Các trận đấu quốc tế gần đây
Bảng dưới đây liệt kê các trận đấu của Đội tuyển bóng đá quốc gia Chechnya
| STT | Thời gian                | Địa điểm | Kết quả | Đối thủ      | Trận đấu |
| --- | ------------------------ | -------- | ------- | ------------ | -------- |
| 1   | Ngày 3 tháng 3 năm 2005  | Pháp     | 0 - 14  | Occitania    | Giao hữu |
| 2   | Ngày 23 tháng 6 năm 2005 | Hà Lan   | 2 - 2   | Nam Cameroon | Cúp UNPO |
| 3   | Ngày 23_tháng 6 năm 2005 | Hà Lan   | 1 - 3   | Nam Maluku   | Cúp UNPO |
| 4   | Ngày 18 tháng 2 năm 2006 | Pháp     | 1 - 13  | Monaco       | Giao hữu |
| 5   | Ngày 4 tháng 10 năm 2014 | Abkhazia | 0 - 1   | Abkhazia     | Giao hữu |

Chú thích :Màu xanh = thắng, màu đỏ = thua và hòa.